# Wim Walstra
Wim Walstra (Groningen, 28 mei 1955) is een Nederlands voormalig betaald voetballer.
Walstra begon bij Gruno en stapte op zestienjarige leeftijd over naar Oosterparkers waar hij in het eerste team komt. Het leverde hem een contract bij Veendam op maar na twee jaar keerde hij terug bij Oosterparkers. Daarna speelde hij voor VV Leek Rodenburg, GRC Groningen en WKE. Hij kwam in het seizoen 1982/83 uit voor PEC Zwolle '82. Daar zet trainer Cor Brom hem samen met teamgenoot Herman Dijkstra terug naar het tweede team nadat beiden zich na een stapavond ziek gemeld hadden voor de training maar dezelfde avond wel weer op stap waren in Zwolle. Hierna gaan beiden naar WKE. Daarna speelde Walstra nog voor VV HSC en VV Astrea.
Naast het voetbal was hij onder meer werkzaam als chauffeur en tegelzetter. Nadat in 2003 zijn tweede huwelijk strandde raakte Walstra dakloos. Hij kwam in opvangcentrum De Breehof van het Leger des Heils in Nieuw-Amsterdam. Daar ging hij ook in de keuken helpen en sinds 2010 woont hij onder begeleiding weer zelfstandig.

## Statistieken
| Seizoen | Club           | Land      | Competitie | Wed. | Goals |
| ------- | -------------- | --------- | ---------- | ---- | ----- |
| 1982/83 | PEC Zwolle '82 | Nederland | Eredivisie | 9    | 0     |
| Totaal  | Totaal         | Totaal    | Totaal     | 9    | 0     |